# みずがめ座プサイ1星
みずがめ座ψ1星（ψ1 Aquarii、ψ1 Aqr）或いはみずがめ座91番星（91 Aquarii、91 Aqr）は、みずがめ座にある連星系である。視等級は4.21で、肉眼でも見える。年周視差の測定から計算した地球からの距離は、約150光年である。主星の周りには、太陽系外惑星が発見されている。

## 星系
みずがめ座ψ1星は、三つの恒星が重力的に結び付いている三重連星系である。
主星のみずがめ座ψ1星Aは、橙色に見えるK型の巨星である。質量は太陽よりやや大きい程度だが、主系列よりも進化し、膨張して半径は太陽の10倍以上になっている。光度は太陽の50倍以上、表面温度は太陽より1,000K以上低い。
みずがめ座ψ1星Bとみずがめ座ψ1星Cは、主星のみずがめ座ψ1星Aから52秒離れた位置で連星系を形成する。主星とみずがめ座ψ1星B、みずがめ座ψ1星Cは、固有運動が同じで、物理的に結び付いていると考えられる。二つの伴星間の離角は0.5秒で、どちらも10等台の星である。
| 指標                 | 構成要素        | 構成要素        | 構成要素        |
| 指標                 | みずがめ座ψ1星A | みずがめ座ψ1星B | みずがめ座ψ1星C |
| -------------------- | --------------- | --------------- | --------------- |
| 視等級               | 4.24            | 10.5            | 10.7            |
| スペクトル型         | K0 III          | K3              | K3              |
| 半径 (R☉)            | 11.0            |                 |                 |
| 質量 (M☉)            | 1.4             |                 |                 |
| 表面重力 log g (cgs) | 2.52            | 4.57            | 4.57            |
| 自転速度 (km/s)      | 3.9             |                 |                 |
| 光度 (L☉)            | 51.5            |                 |                 |
| 表面温度 (K)         | 4,665           | 4,770           | 4,770           |
| 金属量 [Fe/H] (dex)  | -0.03           | -0.02           | -0.02           |

重星カタログでみずがめ座ψ1星は、CCDM J23159-0905として集録され、AからEの恒星を含む五重星となっている。連星系を形成する恒星A-Cの他に、みずがめ座ψ1星から110秒離れた13等級のCCDM J23159-0905Dと、みずがめ座ψ1星から42秒離れた14等級のCCDM J23159-0905Eがある。しかし、このCCDM J23159-0905DEは、ワシントン重星カタログでは連星でないとされ、実際にみずがめ座ψ1星系とは固有運動が異なることがわかっている。

## 惑星系
みずがめ座ψ1星の周りを公転している太陽系外惑星の発見は、2004年1月5日のアメリカ天文学会第203回会合で初めて報告された。しかし、この発見は直ちに認められなかった。2013年、10年越しでリック天文台の60cmクーデ補助望遠鏡による視線速度の精密な測定を続けた結果、質量の下限が木星の3.2倍の惑星が周囲を公転することによるケプラー回転とよく一致することが確かめられ、正式に惑星の発見が認められた。この惑星の公転軌道は円に近く、母星との距離も約0.7auとそれ程近くないと考えられる。
| 名称 （恒星に近い順） | 質量     | 軌道長半径 （天文単位） | 公転周期 (日) | 軌道離心率    | 軌道傾斜角 | 半径 |
| --------------------- | -------- | ----------------------- | ------------- | ------------- | ---------- | ---- |
| b                     | > 3.2 MJ | 0.70                    | 181.4 ± 0.1   | 0.027 ± 0.026 | —          | —    |